# Constituição soviética de 1936
A Constituição Soviética de 1936, também conhecida como a Constituição Stalinista ou a Constituição de Stalin, foi a constituição adotada na União Soviética em 5 de dezembro de 1936.
A Constituição de 1936 foi a segunda constituição da URSS e substituiu a Constituição de 1924. O dia 5 de dezembro passou a ser celebrado anualmente como o Dia da Constituição Soviética, e foi considerado o "segundo momento fundacional" da URSS, após a Revolução de Outubro de 1917. A Constituição de 1977 posteriormente mudou o dia da constituição soviética para 7 de outubro. Muitos países do bloco socialista adotaram constituições que foram fortemente baseadas na Constituição de Stalin.
A Constituição redesenhou o governo da União Soviética, concedendo nominalmente diversos direitos e garantias e especificando uma série de procedimentos democráticos. O Congresso dos Sovietes foi substituído pelo Soviete Supremo, que viria a emendar a Constituição de 1936 em 1944. Na prática, a Constituição de 1936 consolidou o papel de liderança do Partido Comunista da União Soviética e legalmente estabeleceu o controle totalitário exercido pelo Secretário-geral Josef Stalin antes do Grande Expurgo.

## Provisões básicas
A constituição revogou as restrições à votação e acrescentou o sufrágio universal direto e o direito de trabalhar aos direitos já garantidos pela constituição anterior. Além disso, a constituição reconheceu os direitos sociais e econômicos coletivos, incluindo os direitos ao trabalho, descanso e lazer, proteção à saúde, assistência na velhice e doença, habitação, educação e benefícios culturais. A constituição também previa a eleição direta de todos os órgãos do governo e sua reorganização em um sistema único e uniforme. Foi escrita por uma comissão especial de 31 membros presidida por Stalin. Entre os participantes estavam (entre outros): Andrey Vyshinsky, Andrei Jdanov, Maxim Litvinov, Kliment Voroshilov, Vyacheslav Molotov, Lazar Kaganovich, Nicolai Bukharin e Karl Radek, embora os dois últimos tivessem uma participação menos ativa.

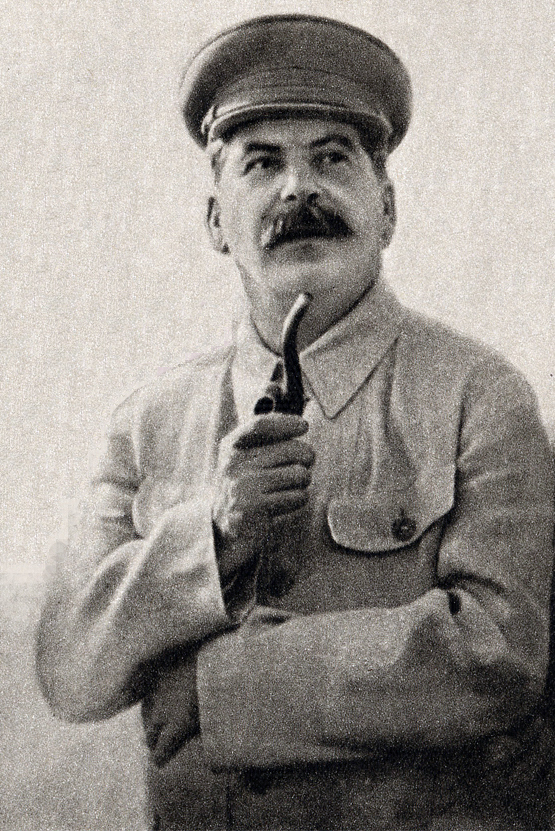
A Constituição de 1936 formalizou a liderança do Partido Comunista e consolidou a liderança de Stalin, pavimentando o caminho para o Grande Expurgo.

## Mudanças de nomenclatura
A constituição de 1936 substituiu o Congresso dos Sovietes da União Soviética e seu Comitê Executivo Central pelo Soviete Supremo da União Soviética. Como seu antecessor, o Soviete Supremo continha duas câmaras: o Soviete da União e o Soviete das Nacionalidades. A constituição autorizava o Soviete Supremo a eleger comissões, que executavam a maior parte do trabalho do Soviete Supremo. Assim como na antiga constituição, o Presidium do Soviete Supremo exercia todos os poderes do Soviete Supremo entre as sessões e tinha o direito de interpretar as leis. O presidente do Presidium do Soviete Supremo tornou-se o chefe de Estado titular. O Sovnarkom (depois de 1946, conhecido como o Conselho de Ministros) continuou a agir como o braço executivo do governo.
Das três constituições soviéticas, a Constituição de 1936 foi a que sobreviveu por mais tempo, sendo alterada em 1944 e substituída pela Constituição Soviética de 1977.
Os nomes de todas as repúblicas soviéticas foram alterados, transpondo as segundas ("socialista") e terceiras ("soviética" ou, por exemplo, "radianska" em ucraniano) palavras.

## Papel de liderança do Partido Comunista
Em 1936, pela primeira vez, uma constituição soviética mencionou especificamente o papel do Partido Comunista. O Artigo 126 retrata o Partido como a "vanguarda do povo trabalhador em sua luta para fortalecer e desenvolver o sistema socialista e representar o núcleo central de todas as organizações do povo trabalhador, pública e estatal". Esta disposição foi usada para justificar o banimento de todos os demais partidos de funcionarem na União Soviética.

## O retrato soviético e a crítica liberal
A constituição forneceu direitos econômicos não incluídos em constituições das democracias ocidentais. A constituição foi apresentada como um triunfo pessoal para Stalin, que nessa ocasião foi descrito pelo Pravda como o "gênio do novo mundo, o homem mais sábio da época, o grande líder do comunismo". No entanto, alguns historiadores viram a constituição como um documento de propaganda. Leonard Schapiro, por exemplo, escreve: "A decisão de alterar o sistema eleitoral de indireto para eleição direta, de limitada para universal, e de voto aberto para secreto, foi uma medida da confiança do partido em sua capacidade de assegurar o retorno dos candidatos de sua escolha sem as restrições anteriormente consideradas necessárias"; e que "um exame minucioso do rascunho da nova constituição mostrou que ela deixou a posição suprema do partido inalterada e, portanto, era inútil como garantia dos direitos individuais".
De acordo com o historiador J. Arch Getty:
Muitos que enalteceram a União Soviética de Stálin como o país mais democrático do mundo viveram para lamentar suas palavras. Afinal, a Constituição Soviética de 1936 foi adotada na véspera do Grande Terror do final da década de 1930; as eleições "completamente democráticas" para o primeiro Soviete Supremo permitiram apenas candidatos incontestados e ocorreram no auge da violência selvagem em 1937. Os direitos civis, liberdades pessoais e formas democráticas prometidas na constituição de Stalin foram pisoteados quase imediatamente e permaneceram como cartas mortas até muito depois da morte de Stalin.

## Liberdade de religião
O Artigo 124 da constituição garantiu a liberdade de religião, inclusão que se opôs a grandes segmentos do Partido Comunista. O artigo resultou em membros da Igreja Ortodoxa Russa pedindo a reabertura de igrejas fechadas, acesso a empregos que foram fechados a eles por serem figuras religiosas e a tentativa de inserir candidatos religiosos nas eleições de 1937.

## Liberdade de expressão
O Artigo 125 da constituição garantiu a liberdade de expressão da imprensa e da assembleia.

## Reorganização das forças armadas e das repúblicas
As emendas de 1944 à Constituição de 1936 estabeleceram ramos separados do Exército Vermelho para cada umas das repúblicas soviéticas. Elas também estabeleceram comissariados no nível da República para assuntos externos e de defesa, permitindo que eles fossem reconhecidos como estados soberanos no direito internacional. Isso permitiu que duas repúblicas soviéticas, a Ucrânia e a Bielorrússia, se juntassem à Assembleia Geral das Nações Unidas como membros fundadores em 1945.